# Петрушкин, Николай Владимирович
Николай Владимирович Петрушкин (род. 15 октября 1954) — российский политик, член Совета Федерации (2013—2017).

## Биография
Родился в селе Пилесево Мордовской АССР, в 1972 году начал работать токарем на заводе «Электровыпрямитель», затем прошёл срочную военную службу. В 1980 году окончил Мордовский государственный университет имени Н. П. Огарёва по специальности «экономист», впоследствии окончил аспирантуру при НИИ языка, литературы, истории и экономики (НИИЯЛИЭ) и защитил диссертацию на соискание степени кандидата экономических наук. В 1980 году стал первым секретарём Кочкуровского районного комитета ВЛКСМ, в 1984 году назначен инструктором аграрного отдела Мордовского областного комитета КПСС. С 1989 года заведовал лабораторией Всесоюзного научно-исследовательского проектно-технологического института кибернетики ВАСХНИЛ.
В 1992 году возглавил отдел Фонда имущества Республики Мордовия, затем занимал должности заместителя председателя и председателя Фонда.
С 1998 года — министр финансов Республики Мордовия, с 4 января 2008 года — первый заместитель председателя правительства. 17 апреля 2013 года сессия Государственного собрания Мордовии досрочно прекратила полномочия депутата от Атяшевско-Дубенского округа Александра Воробьева и решением ЦИК передала его мандат Николаю Петрушкину.
22 апреля 2013 года наделён полномочиями члена Совета Федерации — представителя исполнительного органа государственной власти Мордовии, остававшейся вакантной после назначения в январе того же года Александра Смирнова на должность руководителя Федеральной службы финансово-бюджетного надзора.
19 сентября 2017 года глава Мордовии Владимир Волков, переизбранный на второй срок, вновь вступил в должность и подписал указ о назначении новым представителем исполнительной власти республики в Совете Федерации бывшего посла России в США Сергея Кисляка.